# Botanical Appendix to Captain Franklin's Narrative
Botanical Appendix to Captain Franklin's Narrative (abreviado Bot. App. (Richardson)) es un libro con ilustraciones y descripciones botánicas que fue escrito por el naturalista, explorador, militar y médico cirujano escocés John Richardson y publicado en 40 partes en el año 1823 con el nombre de Botanical Appendix to Captain Franklin's Narrative of a journey to the shores of the Polar Sea.